# Thủy Phù
Thủy Phù là một xã thuộc thị xã Hương Thủy, thành phố Huế, Việt Nam.

## Địa lý
Xã có diện tích 34,01 km², dân số năm 1999 là 10.935 người, mật độ dân số đạt 322 người/km².

## Hành chính
Xã Thủy Phù được chia thành 12 thôn: 1A, 1B, 2, 3, 4, 5, 6, 7, 8A, 8B, 9, 10.

## Lịch sử
Ngày 30 tháng 11 năm 2024:
- Quốc hội ban hành Nghị quyết số 175/2024/QH15[3] về việc thành lập thành phố Huế trực thuộc trung ương trên cơ sở toàn bộ diện tích và dân số tỉnh Thừa Thiên Huế (nghị quyết có hiệu lực từ ngày 1 tháng 1 năm 2025).
- Ủy ban Thường vụ Quốc hội ban hành Nghị quyết số 1314/NQ-UBTVQH15[4] về việc sắp xếp đơn vị hành chính cấp huyện, cấp xã của thành phố Huế giai đoạn 2023 – 2025 (nghị quyết có hiệu lực từ ngày 1 tháng 1 năm 2025). Theo đó, xã Thủy Phù thuộc thị xã Hương Thủy.